# Moneda cardonina

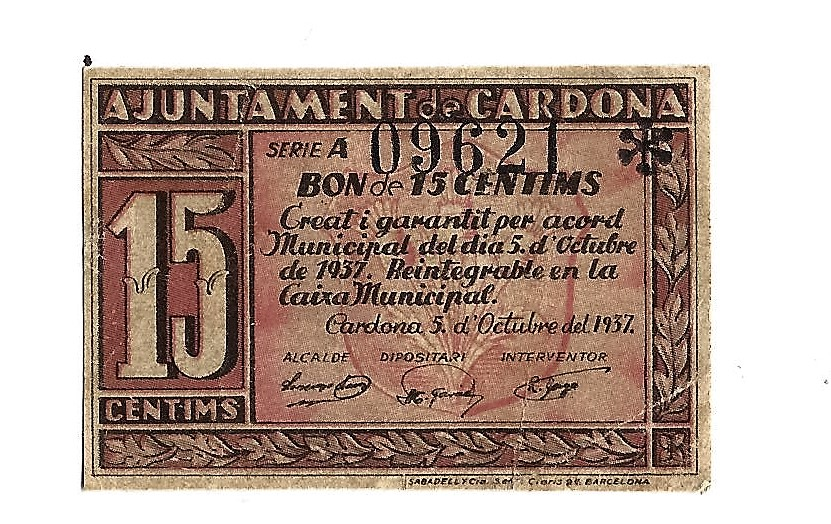
Anvers del bitllet de 15 cèntims

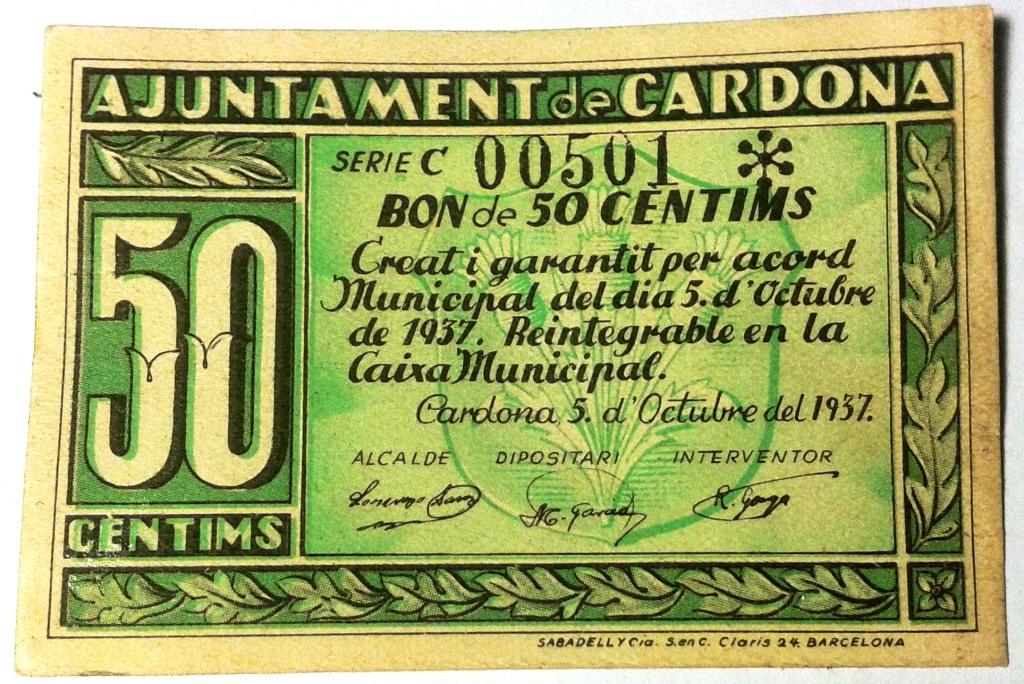
Anvers del bitllet de 50 cèntims

Les monedes de Cardona foren unes monedes encunyades de forma local a la vila de Cardona. El Vescomtat de Cardona va tenir dret a emetre la seva pròpia moneda ja a principis del s. XI

## La moneda a Catalunya
L'origen de la moneda catalana podria començar amb les monedes emporitanes dels segles V-IV aC. Més endavant ens trobem la moneda catalana en el període carolingi i comtal: el florí català i les monedes de Tarragona, que s'inicien amb l'afebliment del poder carolingi. Apareixen els diners dels diferents comtats, que cada vegada tenien menys valor.
Els Decrets de Nova Planta (1714) suposaran la pèrdua de la capacitat legislativa i del control econòmic, fiscal, judicial, duaner i monetari propi i dependència dels aparells polítics castellans, tot imposant l'autoritat real, per damunt de la legal.
Durant la Guerra Civil (1936-39), els ajuntaments catalans van fer circular fins a 3.384 bitllets diferents de la moneda en vigor aleshores a Espanya, la pesseta.

## La moneda a Cardona
La moneda més antiga que s'ha trobat a Cardona és de l'època romana, concretament una moneda de coure de l'emperador Flàvius Valerus Licinus (317-323) trobada al torrent de l'Espinalt (davant mateix de la fàbrica de la Plantada).
Ja l'època medieval es poden trobar referències al privilegi d'encunyar moneda per part dels vescomtes de Cardona. Es pot veure a la carta de Poblament signada pel comte Borrell II (23 d'abril del 986), a l'acta de restauració de l'església de Sant Vicenç (any 1019) del vescomte Bremon, a l'acta de consagració d'aquesta mateixa església (1040) del bisbe-vescomte Eriball. De l'any 1088 es conserva a l'arxiu capitular de Vic un conveni entre el bisbe de Vic, el vescomte de Cardona i la vescomtessa vídua.
Una escriptura dels vescomtes al monestir de Sant Vicenç de Cardona (9-VIII-1102) sobre la donació i restitució del terç del delme de la moneda cardonina confirma l'existència de la seca a la vila.
Durant el regnat de Joan II va emetre's a Catalunya gran quantitat de monedes locals. El comte de Cardona tingué potestat per batre moneda segons una ordre del rei rebuda el 12 de gener de 1464. Aquestes monedes eren de coure, del tipus anomenat senyals. En temps de Ferran II s'exigia que les monedes emeses portessin en una de les cares l'empremta de les armes o senyals de la localitat respectiva. Existeixen monedes conegudes encunyades a Cardona.
En una Aritmètica publicada l'any 1564 pel metge gironí Antic Roca, hi podem trobar que Cardona encara "se bate moneda antigua"
No es tenen més notícies de monedes fabricades a Cardona fins a la Guerra dels Segadors (1640-1652), durant la qual moltes poblacions catalanes van tornar a emetre moneda local. Hi ha autors que esmenten que Cardona va fer moneda entre 1641 i 1646 però no s'ha trobat cap exemplar ni documentació que ho provi.

## Pellofes de Cardona
S'anomenen pellofes les peces de llautó, coure o ferro utilitzades a les catedrals per pagar als canonges les hores del cor. Foren molt abundants els segles xvi i xvii. No foren monedes de caràcter legal però es bescanviaven per monedes d'ús legal, dins d'un termini determinat.
A Cardona s'han trobat pellofes encunyades a l'església de Sant Miquel i de l'església propera de Santa Fe de Valldeperes.

## Monedes de la Guerra Civil
Durant la Guerra Civil (1936-39), els ajuntaments catalans van fer circular fins a 3.384 bitllets diferents de la moneda en vigor aleshores a Espanya, la pesseta. L'any 1936 la Generalitat de Catalunya emeté bitllets amb els valors de 10,5 i 2,5 pessetes per subvenir a la manca de moneda divisionària. Els ajuntaments també feren paper moneda cobrint generalment els valors de 5 cèntims fins a la pesseta tant a Catalunya com al País Valencià.
L'ajuntament de Cardona, per acord del 13 de maig de 1937, va crear i garantir bons d'1, 0,50, 0,25 i 0,15 pessetes. Es van fer dues emissions de bons:
- d'1 i 0,50 pessetes amb data de 17 de maig de 1937 i dibuixos amb motius referents a l'empresa minera existent.
- d'1, 0,50, 0,25 i 0,15 pessetes amb data del 5 d'octubre de 1937 i el mateix dibuix per a tots (Escoles Escassany).

Una altra entitat que elaborà monedes fou el C.U.P.C. (Comitè Unificat dels Partits de Cardona), que va posar en circulació unes fitxes de níquel per valor de 5, 2'5 i 1 pessetes, i unes de llautó per valor de 10 i 5 cèntims.